# Цвятко Панов
Цвятко Панов е български революционер, деец на Вътрешната македоно-одринска революционна организация.

## Биография
Панов е роден в костурското село Брезница, тогава в Османската империя, днес Ватохори, Гърция. Взима участие в Илинденско-Преображенското въстание през лятото на 1903 година. След 1903 година е войвода в Костурско и Преспанско. В 1904 година загива с цялата си чета в село Лънги, Преспанско.